# Pierre-Thomas Rambaud
Pour les articles homonymes, voir Rambaud.
Le baron Pierre-Thomas Rambaud, né à Lyon le 14 mars 1754 et mort dans la même ville le 20 février 1845, est un avocat et un homme politique lyonnais.

## Biographie
Pierre-Thomas Rambaud naît dans une famille de la noblesse catholique lyonnaise liée à la Fabrique des tissus de soie, avec des ancêtres échevins et prévôts des marchands. Il étudie au collège des Oratoriens de Lyon, puis le droit à Paris, et revient à Lyon s'installer comme avocat ; ses parents lui achètent une charge d'avocat du roi à la sénéchaussée, il siège aussi au présidial de Lyon.
Son mariage à 35 ans est accompagné d'une belle dot qui lui permet de comparaître à l'assemblée de la noblesse. Le 14 mars 1789 il est nommé assistant du lieutenant général Laurent Basset, président de l'assemblée générale des trois ordres de la sénéchaussée, qui se réunit dans l'église des Cordeliers.
La Révolution accélère sa carrière, il devient commissaire du Roi au tribunal de district en 1791, où il se fait remarquer comme royaliste et opposant à la constitution civile du clergé. Il rejoint les rangs des insurgés lors du soulèvement de Lyon contre la Convention nationale et est nommé président de la Commission populaire de salut public créé pour assurer le gouvernement insurrectionnel de la ville. Il proclame à ce moment son attachement à la République, mais une république modérée et non jacobine. Il participe à la fuite avec  Précy le 9 octobre 1793 et parvient à rejoindre Lausanne où il reste jusqu'à la réaction thermidorienne.
Il revient à Lyon après la chute de Robespierre en juillet 1794.
Il est élu député au Conseil des cinq-cents du 16 octobre 1795 au 19 mai 1799 où il se montre favorable au coup d'État du 18 Brumaire.
En 1800, il est fait membre de l'académie des Sciences, Belles-Lettres et Arts de Lyon, alors nommée Athénée. Il devient aussi commissaire du gouvernement auprès du Tribunal d'appel. En 1802, il devient conseiller général et président des Hospices civils de Lyon. En 1808, il est fait chevalier, puis, en 1810, baron de la Sablière. Enfin, en 1811, il est nommé conseiller, puis procureur général à la Cour impériale de Lyon, et rentre en même temps au conseil municipal de Lyon.
Après le décès du comte de Fargues le 23 avril 1818, alors maire de Lyon, Rambaud est nommée à sa place le 2 juin. Sous son mandat il inaugure les monuments des Brotteaux aux victimes de la répression de Lyon en 1793, où est entreposé le corps de Louis François Perrin de Précy en 1821. En 1825, il inaugure la nouvelle statue équestre de Louis XIV, place Bellecour.
Il démissionne en 1826, vaincu par les Ultras qui le trouvent trop libéral. Enfin, il est nommé président du Conseil général du Rhône en 1831.
Son mandat est marqué par la mise en place d'un plan d'aménagement du quartier de Perrache (actuel quartier Confluence), qui ne sera pas réalisé tel quel, mais aussi par l'aménagement de la place des Célestins et la création du quai de la Pêcherie. Sur un plan symbolique, c'est sous son mandat qu’est réalisé le premier monument en souvenir des victimes du siège de Lyon et qu'y est transféré le corps du comte de Précy, chef militaire de la révolte.

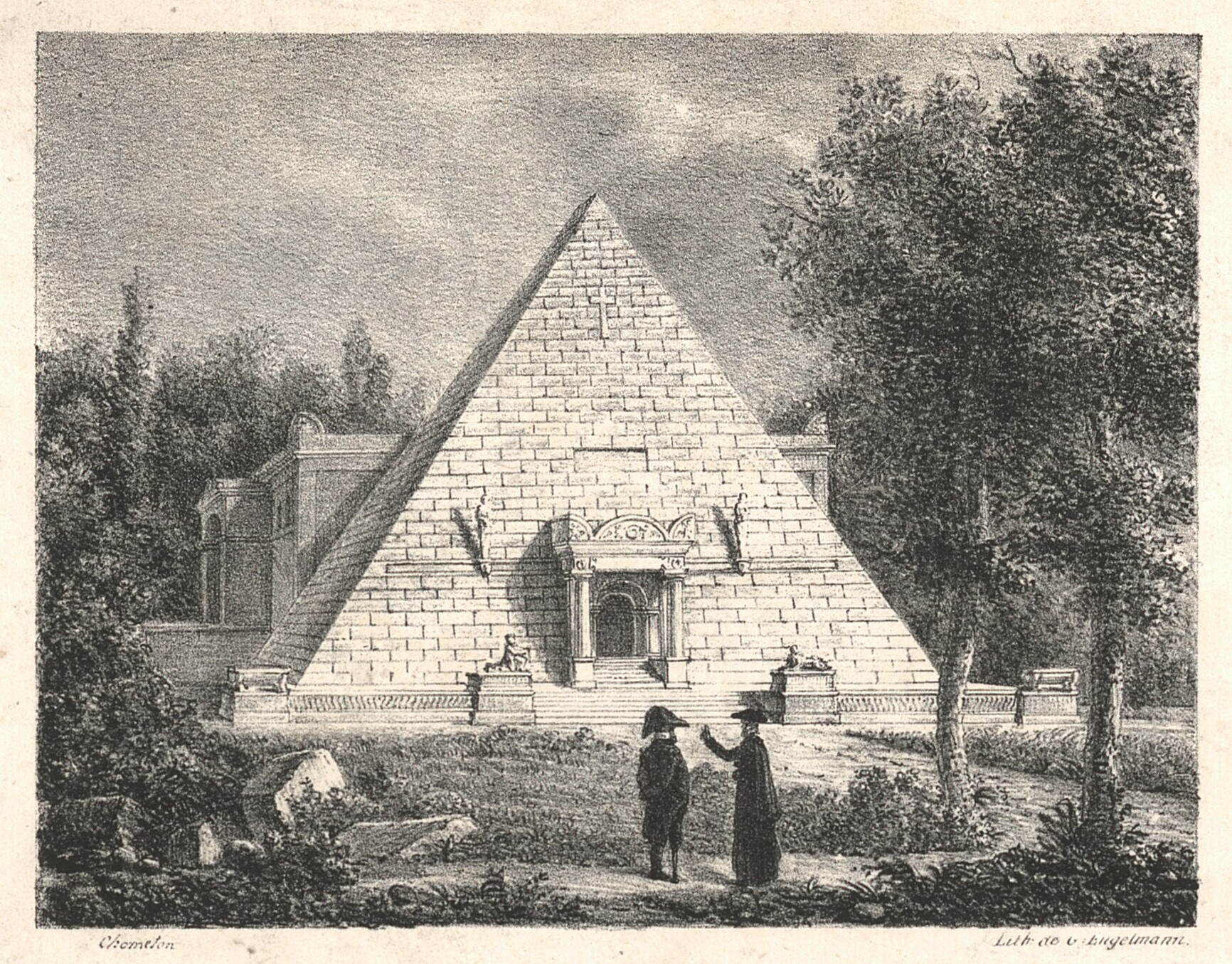
Monument des Brotteaux
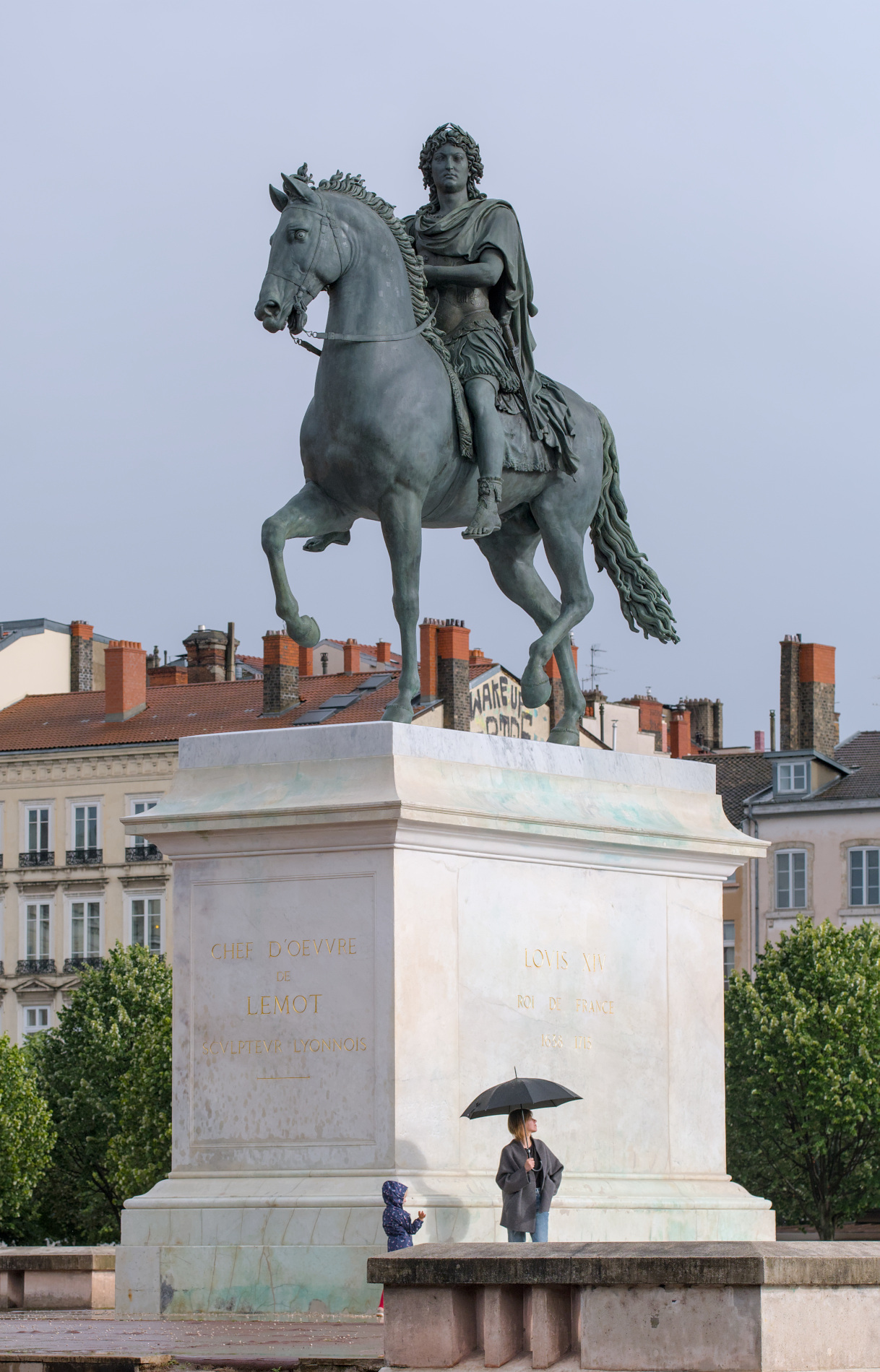
Statue équestre de Louis XIV par Lemot

## Carrière professionnelle
- Avocat du roi à la sénéchaussée.
- Commissaire du gouvernement au tribunal de district.
- Procureur général impérial.
- Président de l'administration des Hospices de Lyon.

## Carrière politique
- Président de la Commission populaire de salut public (gouvernement insurrectionnel pendant la révolte de Lyon en 1793).
- Député du Rhône au Conseil des cinq-cents(1795-1799)
- Maire de Lyon de 1818 à 1826.
- Président du Conseil général du Rhône (1831- ?)

## Divers
- Enterré au cimetière de Loyasse Lyon 5° allée 11[7].
- Le quai Rambaud est nommé en 1890 en son honneur dans le 2e arrondissement de Lyon[6].
- Créé chevalier (21 septembre 1808) puis baron de l’Empire (22 octobre 1810), baron de la Sablière avec majorat (25 mars 1813), il fut confirmé dans son titre de baron héréditaire par lettres patentes du 10 mars 1815.